# إدغار آلان بو والموسيقى

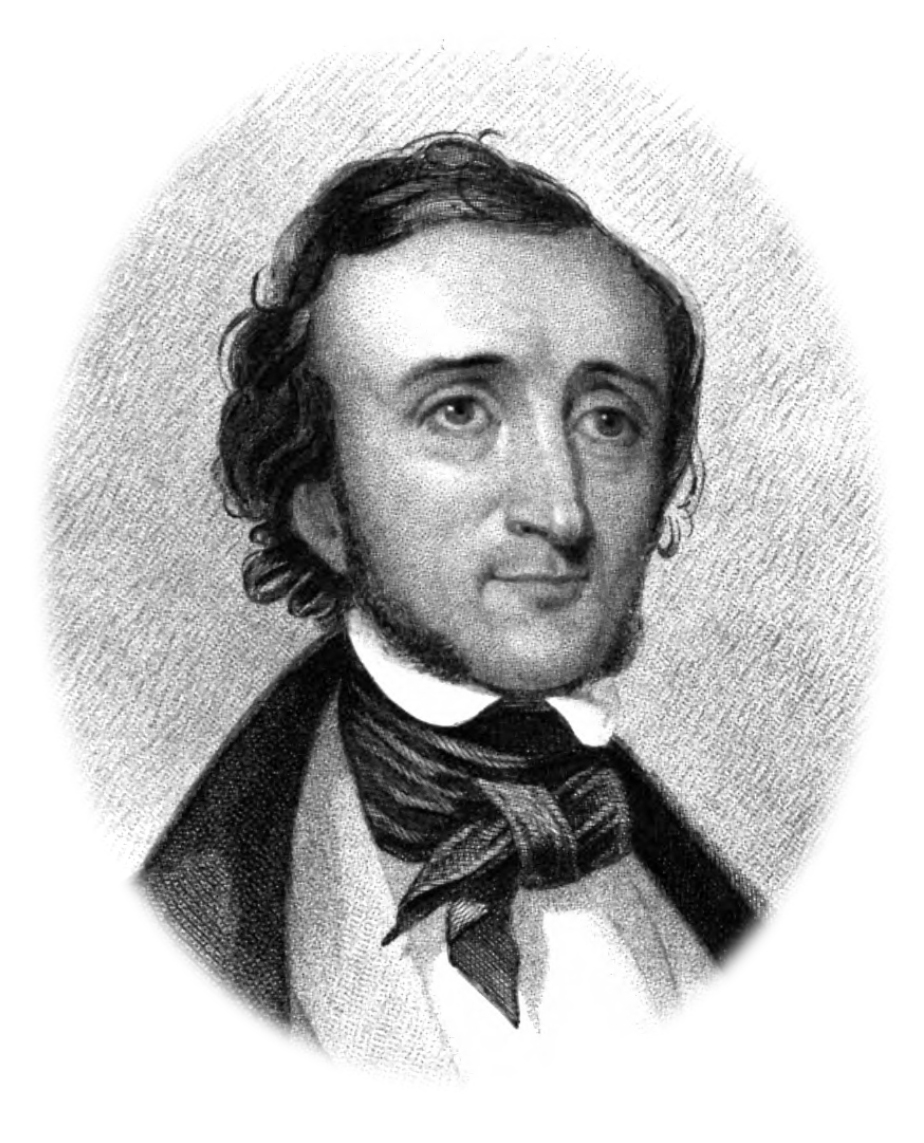

كان تأثير إدغار آلان بو على فن الموسيقا معتبَرًا وطويل الأمد، بصورة وحياة وأعمال كاتب أدب الرعب والشاعر التي ألهمت الملحنين والموسيقيين من أنماط مختلفة لأكثر من قرن من الزمن.

## الموسيقا الكلاسيكية
أشار ليون بوتشتاين -قائد الأوركسترا الأمريكية السمفونية، والذي قدم برنامجًا بعنوان «حكايات من إدغار آلان بو» عام 1999- إلى أنه في مجال الموسيقى الكلاسيكية والأدب، كان تأثير بو أعمق في أوروبا من أمريكا.
تُعد حكاية رائعة، عمل أندريه كابليه للقيثارة والوتريات، الذي نُشر عام 1924 ولكنه بدأ باكرًا بحلول 1909، عملًا موسيقيًا يحاكي قصة قناع الموت الأحمر.
في عام 1913، أعد سيرغي رخمانينوف سمفونيته الكورالية «الأجراس» لترجمة روسية لقصيدة بو التي تحمل ذات الاسم.
ألّف الملحن وقائد الأوركسترا الأمريكي ليونارد سلاتكين موسيقى لقصيدة الغداف للأوركسترا السيمفونية الراوية عام 1971. كتب إدغار ستيلمان كيلي (1857-1944) وهو ملحن أمريكي قليل الشهرة قطعةً موسيقية للأوركسترا بعنوان «الحفرة والبندول».
كتب الملحن الأمريكي فيليب غلاس نصًا أوبراليًا عام 1978 عن قصة انهيار منزل آشر أدّاه آرثر يورينكس.
كتب الملحن الروسي نيكيتا كوشكين القطعة الموسيقية «فالس آشر» لعام 1984 للأداء المنفرد على الإيتار، والتي تصور أداء غيتار آشر الهائج في القصة القصيرة انهيار منزل آشر. سُجلت فالس آشر بواسطة جون ويليامز وإيلينا باباندريو.
ألّف الملحن الأمريكي جيمس بولسن «خمس قصائد من إدغار آلان بو» للأداء المتوسط العالي على البيانو عام 1986. أديت الدورة الغنائية عام 1998 بتكليف من جاك ودون تايلور من قبل أوركسترا دي موان، آيوا. عُرضت سيمفونية دي موان لأول مرة في عام 1999 مع روبن روي كراوي. القصائد في المجموعة هي: وحيد ونجمة المساء وترنيمة وحلم وإلى واحد في الجنة. حوّل بولسن أيضًا خطابًا لبو ورسالة من ماريا كليم وقصيدة فيرجينيا للفالنتاين موسيقيًا.
أسس الملحن الفنلندي إينويوهاني راوتافارا كوراله الخيالي «على الجبهة الأخيرة» بناءً على المقطعين الأخيرين من رواية بو «حكاية آرثر غوردن بيم من نانتيكيت».
من بين الأوبرات التي استندت إلى قصص بو لايغيريا، أوبرا أدّاها أوغوستا ريد توماس عام 1994 والقلب الواشي التي أداها بروس أدولفي. الباليه التي استندت إلى قصة بو هي هوب فروغ، وهي باليه أداها تيري براون عام 2009.
كتب المحلن الأمريكي دومينيك أرغينتو أوبرا تتعلق بوفاة بو.
حولت الملحنة الأمريكية قصائد «حلم داخل حلم» و«إلدورادو» للأداء المختلط للجوقة والبيانو. نُشرت هذه الأعمال من قبل شركة هينشاو للموسيقى عام 2001. ضمن دارون هاغين قطعًا موسيقية من «حلم داخل حلم» و«ستكون محبوبًا» في دورته الغنائية «أغاني الصدى»، التي نشرها إي. سي. شرايمر. حول ليونارد برينشتاين «إسرافيل» لجزء من دورته الغنائية للأصوات والأوركسترا.
حول الملحن اليوناني ديونيسيس بوكوفالاس سوناتة بو «إلى زانتي» إلى موسيقى عام 2001. زانتي (أو زاكينثوس) هي جزيرة ديونيسيس الأصلية. بعد تنقيح العمل عام 2012، عُرض في ذات الجزيرة بوجود الملحن على البيانو وأدت الغناء المغنية السوبرانية أندريانا ليكوريسي.
استخدم الملحن الأمريكي البريطاني طارق أوريغان أجزاءً من قصيدة بو إسرافيل كأساس لألحانه عام 2006. النشوة أعلاه للأصوات والوتريات الرباعية.
استند الملحن الأمريكي كريستوفر روز في قصيدته الأوبرالية لعام 2011 «غرف بروسبيرو» إلى قلعة الأمير بروسبيرو المذكورة في قصة قناع الموت الأحمر.
كتب المحلن وقائد الأوركسترا الأمريكي آدم ستيرن قطعةً موسيقية من قصدية بو المبكرة «أرواح الميت» بعنوان فرعي «ملحمة للروي والأوركسترا». عُرض العمل عرضًا رئيسيًا عالميًا في سياتل في أكتوبر 2014. كان إدموند ستون الراوي وقاد الملحن أوركسترا سياتل الفلهارومنية.